# Waranops
Varanops jest nazwą rodzajową pelykozaura z rodziny Varanopidae. Żył w górnym permie na terenie obecnej Ameryki Północnej, będąc jednym z najpóźniejszych reprezentantów pelykozaurów, których większość wyginęła pod koniec wczesnego, a także środkowego permu. Być może waranopsy wyginęły z powodu konkurencji, jaką stanowiły dla niego drapieżne terapsydy z podrzędów Therocephalia i Gorgonopsia oraz nowe formy diapsydów z późnego permu.

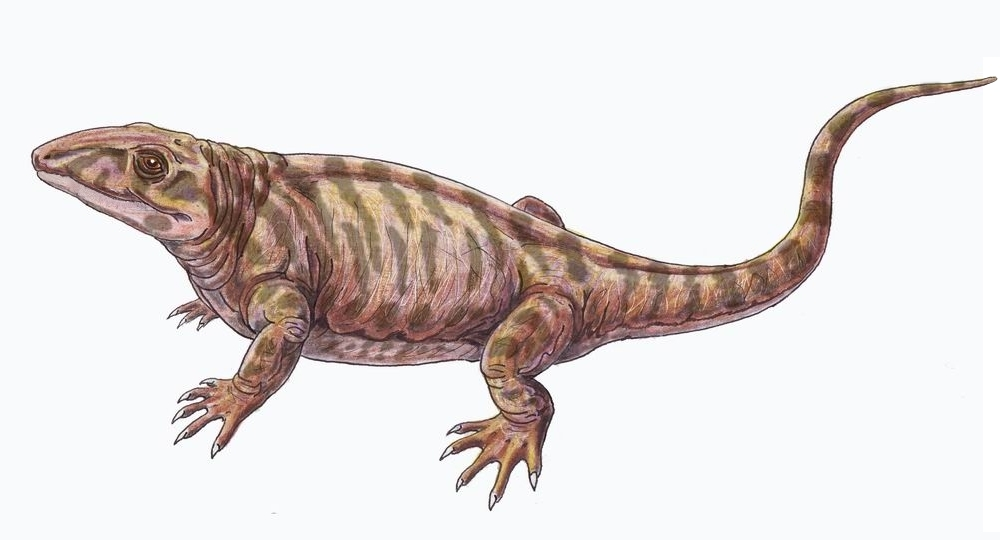

Gatunki:
- Varanops brevirostris
- Varanops longirostris